# 号油
号油是用于铜管乐器活塞、转阀或拉管的润滑剂。

## 号油的成分
号油包含一些常温下为液态或固态的脂链烃，以及其它一些次要成分。

## 号油的用途
号油的用途是润滑和保养铜管乐器的活塞、转阀或拉管。活塞、转阀和拉管是控制铜管乐器音高的主要机制，因而必须能自由无碍地转动或滑动才能保证正常演奏。然而由于演奏者吹奏时带入乐器腔内的大量热气和少量污秽，以及温度变化造成的金属腔体的变形、腐蚀等，若不加保护活塞或转阀会锁死。号油一方面起到润滑的作用，另一方面填充金属部件间的间隙，降低腐蚀的程度。

## 号油的种类
对于讲究的铜管乐器演奏者来说，针对活塞、转阀以及长号伸缩管应用不同种类的润滑剂。